# Le Monde selon Garp (film)
Pour le roman, voir Le Monde selon Garp.
Pour plus de détails, voir Fiche technique et Distribution.
Le Monde selon Garp (The World According to Garp) est un film américain réalisé par George Roy Hill, sorti en 1982. Il s'agit d'une adaptation pour le cinéma du roman du même nom  de John Irving.

## Résumé
Le film raconte la vie de T.S. Garp (Robin Williams), fils naturel d'une mère féministe, Jenny Fields (Glenn Close, dans son premier long métrage), qui veut un enfant mais pas de mari. Infirmière au cours des derniers mois de la Seconde Guerre mondiale, elle rencontre un mitrailleur de bombardier qu'elle connaît seulement comme le sergent-technicien Garp, et dont le cerveau a été gravement endommagé par une balle au combat. Jenny, observant son état infantile et sa quasi perpétuelle excitation sexuelle, choisit de l'utiliser pour combler son désir d'enfant et la féconder. Le nom de son fils T.S. découle du grade "sergent technicien" ("Technical Sergeant" en V.O.). Jenny élève le jeune Garp seule, trouvant un emploi d'infirmière à l'Everett Steering Academy.
Garp grandit, s'intéresse à la lutte et à l'écriture de fiction. Son talent d'écriture éveille l'intérêt de la fille de l'entraîneur de lutte de l'école, Helen Holm (Mary Beth Hurt), et lui-même est conquis. Helen se méfie néanmoins de lui parce que Garp habite comme elle dans l'enceinte de l'école. Jenny observe le comportement de Garp à cet égard et est intellectuellement curieuse à ce sujet, n'éprouvant quant à elle qu'un intérêt purement clinique pour le sexe. Un jour, en compagnie de Garp, Jenny croise une prostituée et engage avec elle et Garp une conversation sur le sujet, décidant d'écrire un livre sur ses observations de la luxure et de la sexualité humaine.
Son livre est une autobiographie partielle appelée Sexuellement suspecte, qui fait sensation. Le titre se réfère à l'évaluation générale d'elle-même comme femme ne se souciant pas de se lier à un homme, et qui choisit d'élever un enfant seule. Le livre est un best-seller et Jenny devient une icône féministe. Elle utilise les revenus du livre pour ouvrir à son domicile un centre pour les femmes en difficulté et maltraitées. En attendant, le premier roman de Garp est publié, ce qui impressionne Helen. Garp et Helen se marient et ont deux enfants, Duncan et Walt.
Garp est un père dévoué et un auteur de fiction à succès. Cependant, lui et sa femme luttent tous deux contre leur tendance à l'infidélité. Il passe beaucoup de temps à rendre visite à sa mère et les gens qui vivent dans son centre, comme l'ex-joueuse de football américain Roberta Muldoon (John Lithgow). Il apprend beaucoup sur l'intolérance et la brutalité envers les habitants du centre. Il entend également raconter l'histoire d'Ellen James, une jeune fille qui a été violée, puis a eu la langue coupée afin qu'elle ne puisse pas facilement décrire ses agresseurs. Certaines des femmes au centre de Jenny sont "Ellen Jamesiennes", des femmes qui ont volontairement tranché leur propre langue comme signe de solidarité. Garp est horrifié par la pratique et apprend que les Jamesiennes ont reçu une lettre d'Ellen James les suppliant d'arrêter cette pratique, mais qu'elles ont refusé.
Ayant appris l'infidélité de sa femme avec l'un de ses élèves, Garp provoque un accident de voiture alors que ses enfants sont assis sur le siège arrière. La personne qu'il a percutée était sa femme, qui pratiquait une fellation sur l'homme avec lequel elle avait une liaison. Un des fils est tué et l'autre subit une blessure à l'œil qui le laissera borgne. La mâchoire de Garp, fracturée, est maintenue fermée afin que la blessure guérisse, et Helen a également subi une blessure non précisée à la mâchoire. L'homme sur qui elle pratiquait une fellation a eu le pénis sectionné à la suite de l'accident. Leur rééducation devient un temps de guérison émotionnelle quand Garp, grâce à l'aide de sa mère, apprend à pardonner à lui-même et sa femme pour ses problèmes de fidélité. Le couple se réconcilie et ils ont une petite fille nommée Jenny, en référence à sa grand-mère.
Jenny rencontre l'intolérance, y compris des hommes violents dans la vie des femmes qu'elle aide. En raison de ses deux centres et de son livre, elle reçoit des menaces de mort. À la consternation de Garp, elle dédaigne le danger physique, et en fait, décide d'approuver une femme politique qui soutient son message. Garp écrit un livre sur la vie d'Ellen James. Le livre est très réussi et bien considéré, mais il est très critique sur les Jamesiennes. Garp commence à recevoir des menaces de mort de leur part.
Lors d'un rassemblement politique, Jenny est abattue par un fanatique anti-féministe. Les femmes du centre de Jenny organisent une cérémonie à sa mémoire, mais interdisent à tout homme d'y assister. Garp, habillé en femme, est introduit à la manifestation par Muldoon. Toutefois, il est identifié par Pooh, une Jamesienne qu'il avait connue quand ils étaient ensemble à l'école. Une agitation éclate et Garp est en danger d'être blessé jusqu'à ce qu'une femme le mène hors du mémorial, loin du danger. La femme est Ellen James (Amanda Plummer), qui remercie Garp pour son livre sur elle. Les Jamesiennes sont indignées que Garp ait assisté à la commémoration.
Garp, en retraite de l'écriture, retourne à son ancienne école comme entraîneur de lutte. Un jour, pendant l'exercice, Pooh, la Jamesienne qui l'avait identifié lors de la cérémonie pour sa mère, entre dans le gymnase et lui tire dessus à bout portant avec un pistolet. Elle est maîtrisée par les lutteurs, et Garp est transporté loin de l'école par hélicoptère, accompagné par Helen. Il revit des moments du passé, quand il était bébé et que sa mère le jetait dans les airs. La fin du film est ouverte quant à savoir s'il survit ou non.

## Fiche technique
- Titre : Le Monde selon Garp
- Titre original : The World According to Garp
- Réalisation : George Roy Hill
- Scénario : Steve Tesich d'après le roman éponyme de John Irving
- Production : Robert Crawford Jr., George Roy Hill et Patrick Kelley
- Photographie : Miroslav Ondrícek
- Montage : Stephen A. Rotter
- Pays d'origine : États-Unis
- Format : Couleurs - 1,37:1 - Dolby
- Genre : Comédie dramatique
- Durée : 136 minutes
- Date de sortie :
  - États-Unis : 23 juillet 1982 (New York) ; 13 août 1982
  - France : 13 avril 1983

## Distribution
- Robin Williams (VF : Pierre Arditi) : Garp
- Mary Beth Hurt (VF : Catherine Lafond) : Helen Holm
- Glenn Close (VF : Annie Sinigalia) : Jenny Fields
- John Lithgow (VF : Michel Paulin) : Roberta Muldoon
- Mark Soper (VF : François Leccia) : Michael Milton
- Warren Berlinger (VF : Jacques Deschamps) : Stew Percy
- Hume Cronyn (VF : Henri Labussière) : Mr. Fields
- Jessica Tandy (VF : Nicole Vervil) : Mrs. Fields
- Swoosie Kurtz (VF : Marion Loran) : La talonneuse
- Ron Frasier (VF : Daniel Russo) : Stephen
- James McCall (VF : Fabrice Josso) : Jeune Garp
- Peter Michael Goetz (VF : Serge Lhorca) : John Wolfe
- Jenny Wright (VF : Martine Reigner) : Suzy Percy
- George Ede (VF : Michel Bardinet) : Dean Bodger, le recteur
- Susan Browning (VF : Ginette Frank) : Midge Percy
- Brandon Maggart (VF : Michel Bedetti) : Ernie Holm
- Jillian Ross (VF : Martine Reigner) : Suzy Percy jeune
- Amanda Plummer : Ellen James
- John Irving (VF : Daniel Russo) : l'arbître
- Bette Henritze (VF : Paule Emanuele) : Sally Devlin
- Kate McGregor-Stewart (VF : Jane Val) : l'agent immobilier